# Гарсия, Кимберли
Кимберли Гарсия (исп. Kimberly García; род. 19 октября 1993, Уанкайо) − перуанская легкоатлетка, двукратная чемпионка мира 2022 года, призёр чемпионата мира 2023 года, Панамериканских игр 2019 года. Участница летних Олимпийских игр 2016 и 2020 годов.

## Биография
Родилась 19 октября 1993 года в Уанкайо. Её семья всегда была связана со спортивной ходьбой, поэтому она начала тренироваться в возрасте пяти лет, следуя по стопам своей двоюродной сестры.
В 2016 году на летних Олимпийских играх в Бразилии, на дистанции 20 километров перуанка заняла итоговое 14-е место с результатом 1:32:09. После Игр она рассматривала возможность ухода из профессиональной легкой атлетики из-за отсутствия спонсоров.
В 2017 году она заняла седьмое место в ходьбе на 20 км на чемпионате мира в Лондоне.
В 2019 году завоевал серебряную медаль на Панамериканских играх, проходивших в Лиме. В декабре того же года была названа спортсменкой года Перуанской федерацией легкой атлетики.
На Олимпийских играх 2020 в Токио на дистанции 20 км она не смогла финишировать.
В США на чемпионате мира 2022 года, в Юджине, Кимберли и на дистанции 20 километров, и на дистанции 35 километров смогла одержать уверенные победы, став в ходе одного чемпионата двукратной чемпионкой мира.
В 2023 году на чемпионате мира по лёгкой атлетике, который состоялся в Будапеште, перуанская спортсменка, в спортивной ходьбе на 35 километров с результатом 2:40:52 стала серебряной медалисткой чемпионата мира.